# سانتا ئوفمیا دل آریو
سانتا ئوفمیا دل آریو (به اسپانیایی: Santa Eufemia del Arroyo) یک شهرستان در اسپانیا است که در استان وایادولید واقع شده‌است.